# Puits d'injection

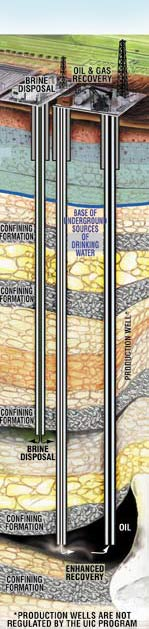
Puits d'injection profonde, ici pour l'exploitation pétrogazière

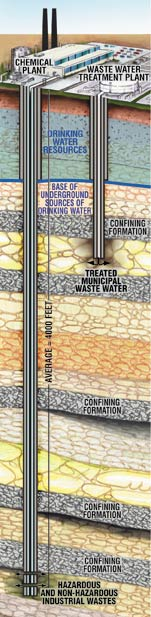
Puits d'injection profonde, pour l'élimination de substances dangereuses (à gauche), eaux usées industrielles ou municipales (à droite). Ces puits sont aux États-Unis des installations classées soumises à contrôle de l'EPA.

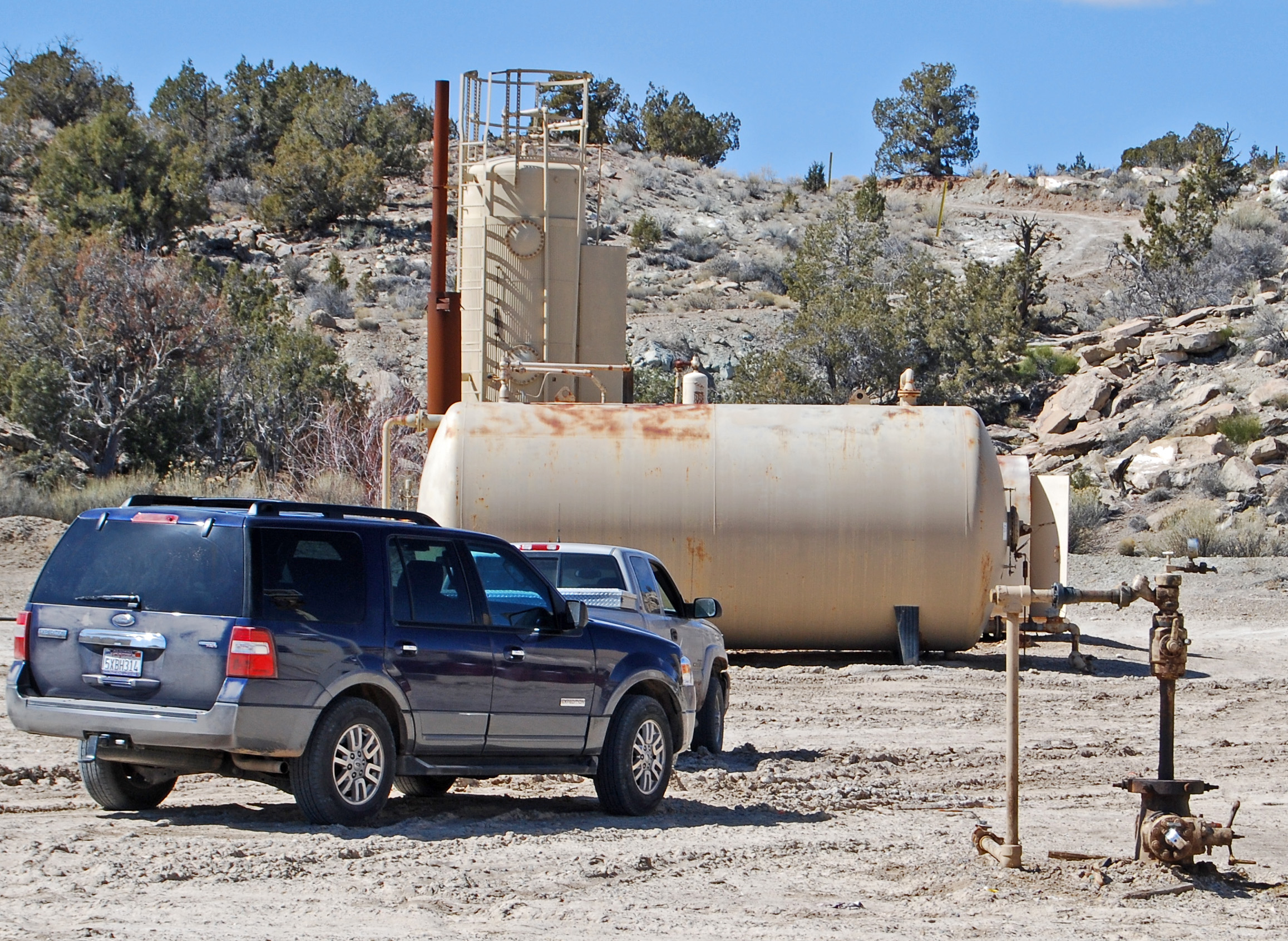
Puits d'injection d'eau (États-Unis)

Symbole cartographique d'un puits d'injection (légende internationale Unesco)

Un puits d'injection (ou « forage d'injection ») est un dispositif permettant d'injecter (généralement sous pression ou haute pression) un fluide dans le milieu souterrain à plus ou moins grande profondeur, dans une formation géologique de roche poreuse (grès poreux ou calcaire).
Cette expression est parfois utilisé pour l'injection dans une cavité de sub-surface ou dans le sol, par exemple en sortie de fosse septique (dans ce cas on parle plutôt de lit filtrant).
Le fluide peut être par exemple de l'eau, des eaux usées, de la saumure (eau salée), ou de l'eau mélangée avec des produits chimiques, etc..

## Éléments de définition
L'Agence américaine de protection de l'environnement (EPA) définit une injection comme « a bored, drilled, or driven shaft, or a dug hole that is deeper than it is wide, or an improved sinkhole, or a subsurface fluid distribution system » (un puits foré ou creusé, plus profond que large, ou une cavité karstique, ou encore un réseau souterrain de subsurface destiné à distribuer des fluides dans le système)".
Le type de puits dépend du contexte géologique et sismique, des objectifs et du type de fluide injecté.

Certains puits profonds sont conçus pour l'injection et le stockage de déchets dangereux ou de dioxyde de carbone sous pression, loin sous la surface terrestre. Dans ces cas, de multiples systèmes de sécurité, de fermeture et d'étanchéité sont nécessaires. « Les matériaux utilisés pour le puits et les procédures d’abandon de puits doivent être choisis de façon à éviter toute fuite (de CO2) le long du puits et d’assurer la sécurité à long terme du stockage » (le CO2 sous pression et/ou dilué dans l'eau est acide et corrosif et peut endommager le cuvelage métallique et le ciment périphérique
Au contraire, des puits d'injection non dangereux (injection d'eau par exemple) sont  plus simplement construit.

## Applications
Des puits d'injection sont utilisés à de nombreuses fins, dont notamment :

### Stockage profond de déchets liquides ou gazeux
Dans certains pays ou régions des eaux usées domestiques (ou issues de station d'épuration) sont parfois "éliminés" en les injectant dans le sol dans une tranchée drainante qui les répartit dans un large volume de sol et utilise la terre comme "filtre" avant que cette eau n'atteigne un cours d'eau, une zone humide et/ou un milieu souterrain récepteur (nappe, karst..). Une alternative à cet usage est l'irrigation où l'on compte sur les plantes et le sol superficiel pour épurer l'eau ou l'évaporer, mais avec d'éventuels risques microbiologiques, écoépidémiologiques et de pollution ou contamination de cultures ou pâturages, notamment quand les eaux usées contiennent des métalloïdes, métaux lourds ou des molécules toxiques, écotoxiques, indésirables et peu biodégradables.
Certaines eaux usées industrielles (notamment dans l'industrie pétrogazière) sont aussi injectées plus profondément entre deux couches géologiques supposées imperméables (pour éviter de polluer les nappes proches d'eau douce). Ceci permet à la fois de se débarrasser de déchets toxiques et d'extraire plus de pétrole, gaz naturel ou de condensat de gaz naturel. 
Ce type de puits d'injection comprend généralement un cuvelage étanche de manière à ne pas contaminer les couches traversées.
Risques liés à l'injection d'eau usée 
A titre d'exemple depuis le début des années 1990, le Comté de Maui, à Hawaï déverse ainsi 3 à 5 millions de gallons par jour d'eaux usées  sous l'usine d'épuration des eaux de Lahaina malgré des indices de suintements polluant la nappe et à l'origine d'une prolifération d'algues et d'autres dommages à l'environnement. Après une vingtaine d'années de dénonciation et de poursuites juridiques par des ONG environnementales, et après de multiples études, il est jugé que plus de la moitié de l'injection est retrouvée à proximité d'eaux côtières. Lors du procès, le tribunal a rejeté les arguments du Comté en le menaçant d'amendes fédérales qui pourraient atteindre des millions de dollars. En 2001 un décret de consentement demandait au comté d'obtenir une eau certifiée de qualité (par le  Ministère de la Santé d'Hawaï), ce que le comté a omis de faire jusqu'en 2010, ce qui a suscité le dépôt d'une nouvelle plainte.

### La production pétrolière et gazière
Alors que les ressources pétrogazières faciles à exploiter disparaissent, des puits d'injection d'eau, de déchets ou de résidus de gaz naturel et de pétrole sont de plus en plus utilisés pour mettre les réservoirs sous pression afin d'en tirer les dernières gouttes d'hydrocarbures. L'injection peut aussi viser à fracturer le sol sous très haute pression, avec le renfort d'explosif, de sable, et de produits chimiques pour doper un forage qui s'épuise ou exploiter du gaz de schiste, de couche.... Les fluides de fracturation peuvent être une source de pollution dans les puits mal étanchéifiés. De la vapeur d'eau, du dioxyde de carbone et d'autres substances peuvent ainsi être injectés dans des roches-réservoir contenant du gaz et/ou du pétrole (la chaleur réduit la viscosité des hydrocarbures lourds, ce qui permet d'augmenter le débit d'un puits proche),.

### La recharge des aquifères
De plus en plus de nappes ont été largement surexploitées, ce qui a encouragé l'expérimentation de recharge de nappe par injection et percolation ; dont dans la région la plus sèche du monde, le MENA de la région (Moyen-Orient et Afrique du Nord).
Dans les régions sèches, le ruissellement de surface est depuis longtemps récupéré et injecté dans des puits secs, ou dans des puits transformés en citernes.
Des puits hybrides peuvent à la fois être utilisés pour prélever de l'eau dans la nappe et pour recharger cette nappe en y apportant les eaux pluviales.

### Géothermie

Schéma de principe d'un système géothermique, avec puits d'injection (point 6, puits bleu)

Dans les systèmes en boucle l'eau remontée chaude est privée d'une partie de ses calories (par une pompe à chaleur ou un simple échangeur thermique) et elle est réinjectée refroidie dans la nappe où elle a été prélevée, via un puits de réinjection avant d'être récupérée réchauffée par un puits de récupération .

### Assainissement de sols pollués ou de décharge anciennes.

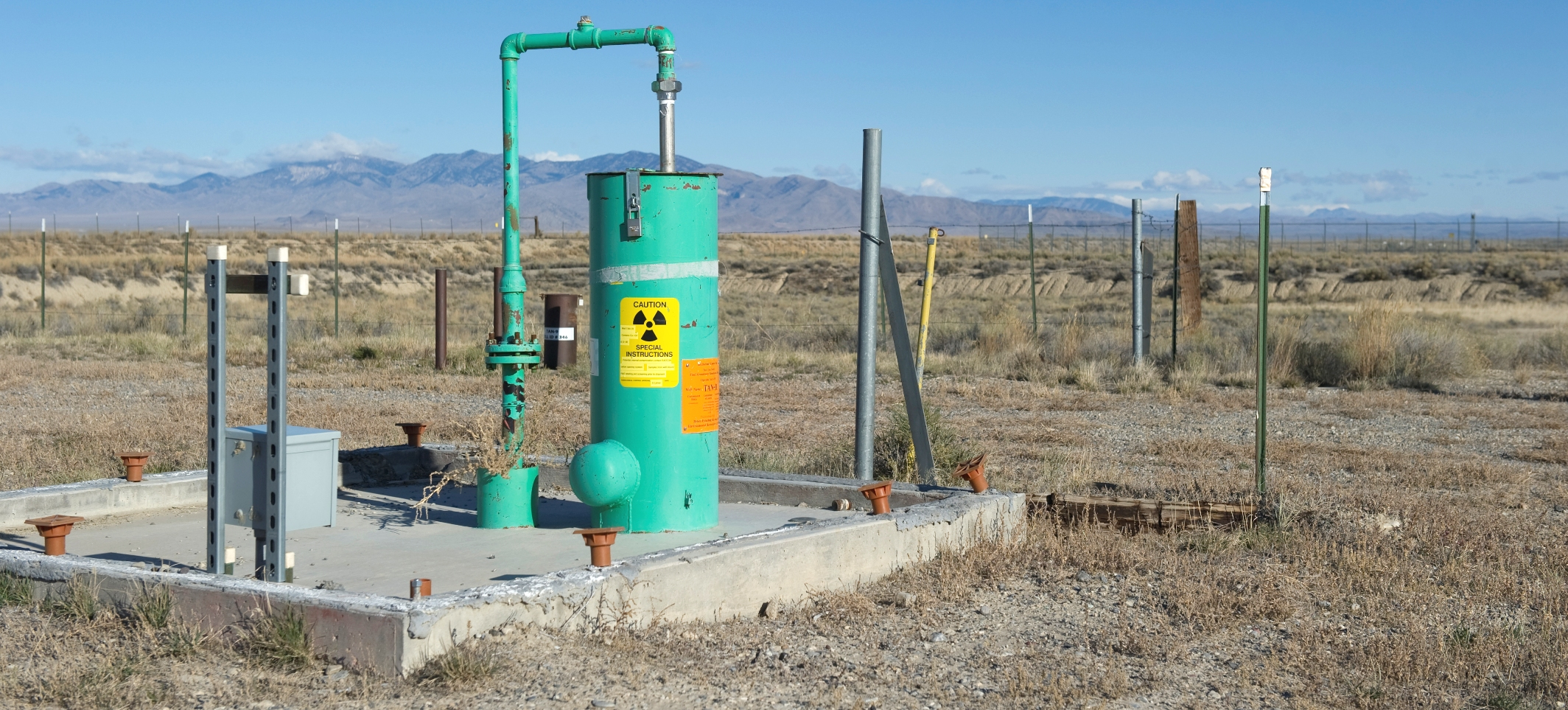
Puits d'injection destiné à la remédiation de sol pollué

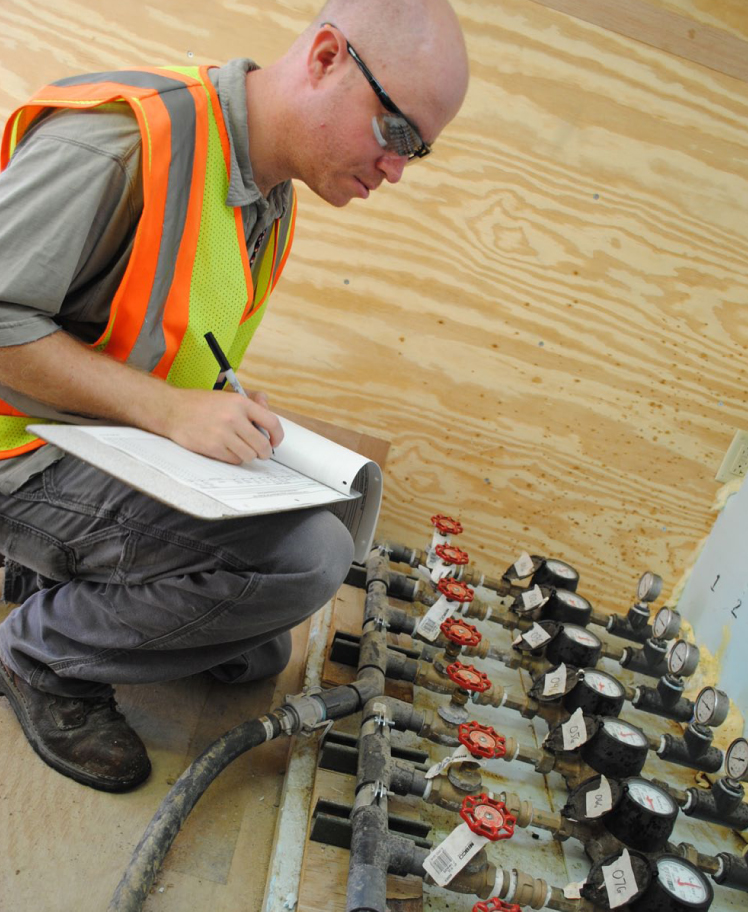
Injection de bactéries et nutriments dans le sol, à des fins de destruction in situ de polluants biodégradables

Des puits d'injection sont aussi utilisés pour la remédiation de sites et sols pollués, dans l'objectif de dépolluer un sous-sol contaminé ou des eaux souterraines contaminées. Des puits d'injection peuvent permettre d'insérer de l'eau propre dans un aquifère, pour en modifier la hauteur, le sens et la vitesse découlement, éventuellement vers des puits d'extraction où l'on peut évacuer et/ou traiter une eau souterraine contaminée. Le puits d'Injection peut également être utilisé pour injecter une molécule destinée à tamponner un pH indésirable ou désinfectante ou oxydante (via un système d'ozonation du fluide par exemple, l'ozone tue les microbes mais peut aussi dégrader certains polluants organiques indésirables, dont certains complexes d'hydrocarbures, avec un coût-efficacité parfois plus bas que celui d'un décaissement avec évacuation et mise en décharge ou traitement ex-situ du sol pollué, par exemple en milieu urbain où creuser peut être impossible ou difficile en raison de la présente de bâtiments et nombreuses infrastructures.

## Sécurité et réglementation
Outre les risques d'explosion liés à la haute pression (blowout), il faut tenir compte que certains fluides en raison de leur température, acidité ou autres caractéristiques physicochimiques vont modifier le milieu d'injection (en le rendant par exemple plus ou au contraire moins poreux, via des mécanismes de dissolution, de dépôt, de précipitation et de reprécipitation avec apparition d'éventuels composés insolubles, etc.

Ces mécanismes peuvent fortement affecter « l'injectivité » d'un puits.

Ces risques dépendent de la nature et de la température et pression des fluides et gaz injectés, mais aussi des caractéristiques du « réservoir » (substrat géologique et présence éventuelles de failles ou faiblesses). Ce réservoir doit donc être finement étudié sur le plan théorique et expérimental, notamment dans les grands projets d'injection massive de grandes  quantités de CO2 où le puits d'injection sera une pièce essentielle du dispositif
la réglementation

 Elle varie selon les époques et les pays.

Ainsi aux États-Unis, forer ou gérer un puits d'injection est une activité soumise à contrôle de l'EPA et de l'État en vertu de la loi protégeant la ressource en eau potable (Safe drinking Water Act ou SDWA).

L'EPA a publié des réglementations (« Underground Injection Control » ou UIC) qui visent à protéger la pérennité des sources d'eau potable,.
Aux États-Unis : Les règlements de l'EPA définissent six classes de puits d'injection.
- La classe I concerne tous les puits  utilisés pour l'injection de déchets municipaux et/ou industriels liquides sous les nappes souterraines utilisées pour produire l'eau potable.
- La classe II désigne des puits d'injection de fluides destinés à assister la production pétrolière et gazière (y compris les déchets de la fracturation hydraulique).
- La Classe III désigne les puits d'injection de fluides utilisés pour la récupération de minéraux, métaux ou radionucléides par Lixiviation in situ  sous des nappes utilisables pour l'eau potable.
- Les puits de Classe IV sont ceux qui servent à l'injection de  déchets dangereux (comme dans le cas de la Classe i, mais quand on injecte ces déchets sur ou au-dessus d'une zone de ressources souterraines d'eau potable.
- La Classe V désigne les puits utilisés pour toutes les injections réputées non-dangereuses et non couverts par les Classes I à IV (ex : puits de drainage d'eaux pluviales ou puits de sortie (lit filtrant) de  cuve de fosses septiques.
- La Classe VI regroupe les puits d'injection de dioxyde de carbone, qui est l'un des moyens proposés pour la séquestration, ou le stockage du carbone gazeux à long terme[1].

En 2015, aucun puits de Classe VI n'est déjà en fonctionnement, mais de 6 à 10 puits devraient être en service vers 2016-2017.

## Séismes induits par des injections

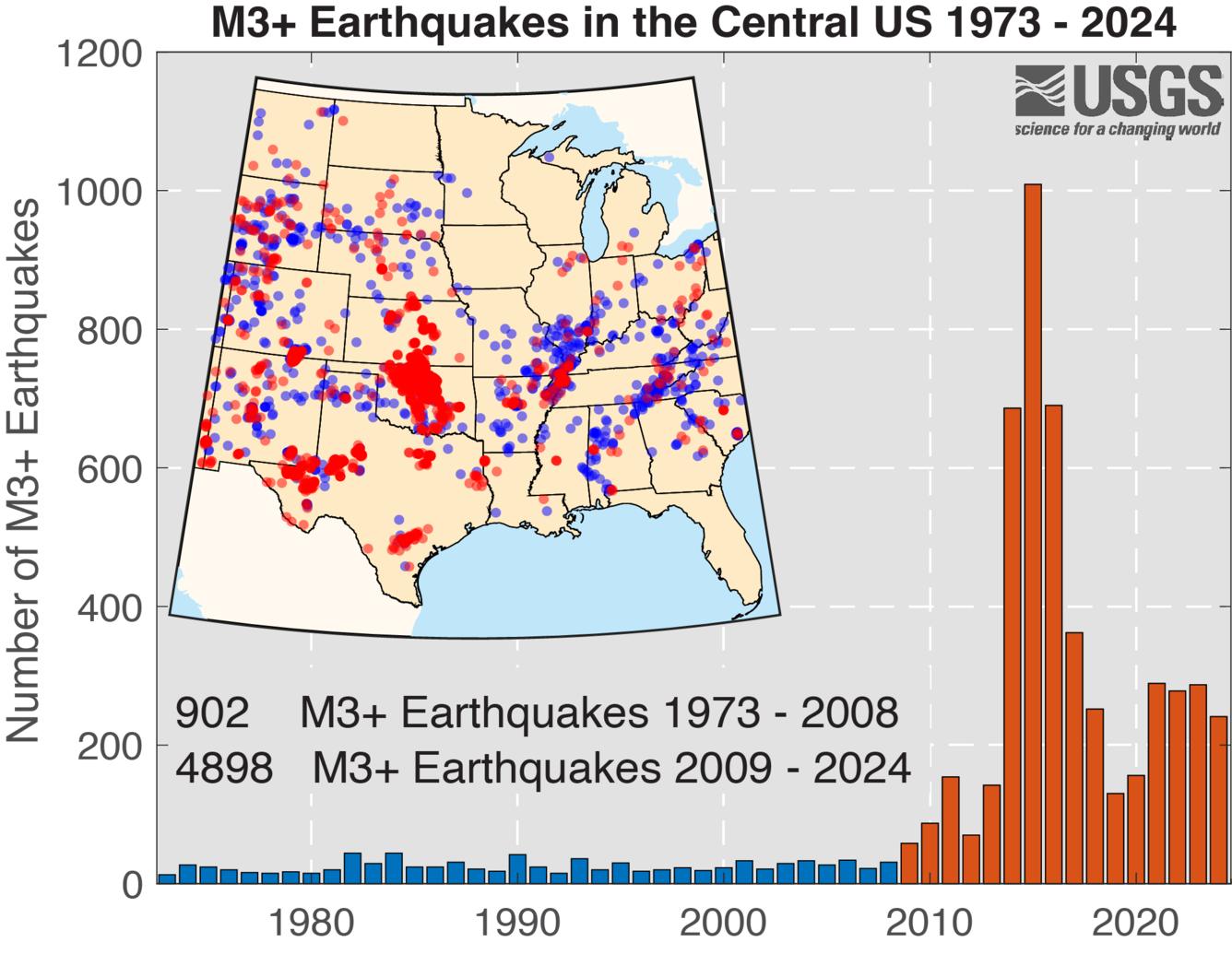
Anomalie sismique : le nombre cumulé de tremblements de terre est en forte croissance au centre des États-Unis (en Oklahoma notamment, et à proximité ; tache rouge au centre de la carte).
Cette zone est aussi celle qui en Amérique du Nord a connu la plus forte augmentation de l'activité sismique entre 2009 et 2016

Une étude publiée en juillet 2013 par William Ellsworth (de l'US Geological Survey) conclue à un lien de cause à effet entre des sites d'injection d'eaux usées et une augmentation récente de la fréquence les tremblements de terre dans les régions de sites d'injection d'eaux industrielles usées.
Depuis la période 2010-2013, le nombre de séismes de magnitude supérieure ou égale à 3.0  a augmenté de façon spectaculaire dans l'est des États-Unis, y compris dans des zones considérées comme à très faible risque sismique.
Après des décennies régulières où en moyenne 21 événements sismiques étaient enregistrés par an, cette activité a fortement augmenté depuis 2001, culminant à 188 tremblements de terre en 2011.
L'intensité de ces séisme tend aussi à fortement augmenter, avec notamment  un record de 5,7 tremblement de terre de magnitude près de Prague, dans l'Oklahoma qui a été le plus fort séisme jamais enregistré dans cet État jusqu'alors. Il a ensuite été dépassé par le séisme du 3 septembre de 2016.
Après une période de déni, les autorités et les industriels ont dû se rendre à l'évidence : les rapports scientifiques montrent que dans le centre des États-Unis, l'augmentation de la sismicité coïncide bien avec l'injection profonde d'eau et de fluides de fracturation et de déchets liquides. Ces séismes induits le sont probablement à la suite des variations de pression créées par l'extraction et/ou un excès de liquide sous pression injecté profondément sous la surface. Ces séismes sont parfois baptisé  “man-made” earthquakes .
Ces séismes, comme les tremblements de terre naturels peuvent être suivis de répliques : ainsi le séisme du 3 septembre 2016, survenu près de Pawnee, Oklahoma, a été suivi de neuf répliques (de magnitudes comprises entre 2.6 et 3.6) dans les trois heures et demie qui ont suivi le tremblement qui avait secoué le sol durant près d'une minute., battant le précédent record (établi cinq ans plus tôt). Les tremblements du sol ont été ressentis à grande distance (jusqu'à Memphis, Tennessee, et Gilbert, Arizona). Mary Fallin, le gouverneur de l'Oklahoma, a déclaré la situation d'urgence pour la zone la plus concernée, et l'arrêt immédiat des puits en activité a été commandés par l'Oklahoma Corporation Commission,. Les résultats cumulés de plusieurs années de recherche conduisent l'USGS  en 2015 à fortement suggéré que la plupart des séismes importants survenus dans tout l'Oklahoma (dont un séisme de 1952 (magnitude 5.5) à El Reno) peuvent avoir été induits par l'Homme, à la suite de l'injection en profondeur des déchets liquides de l'industrie pétro-gazière.